# Campeonato Metropolitano (Argentina)
O Torneio Metropolitano, oficialmente, de acordo com a época, Campeonato Metropolitano ou Campeonato de Primera División, foi um certame regular organizado pela AFA, que foi disputado entre 1967 e 1984, com diferentes formatos durante as suas dezoito edições. Esta competição era realizada no primeiro semestre do ano, antes do Torneio Nacional, exceto as três últimas edições, quando foram invertidos.
Em princípio, o torneio envolvia apenas equipes diretamente filiadas à AFA, ao contrário do Nacional, que também envolvia as equipes filiadas indiretamente. No entanto, a partir da edição de 1980, passou a agregar alguns clubes dessa última condição, autorizados pela Resolução 1.309, que estabelecia que essas equipes provenientes do Torneio Regional que passassem para as fases finais do Campeonato Nacional em dois de três anos consecutivos, seriam incorporados aos torneios regulares.
O Campeonato Metropolitano, assim como o Nacional, foi extinguido para abrir caminho para temporadas no estilo das europeias a partir da disputada da Primera División de 1985-86, quando também foi estabelecido a realização de apenas um torneio por temporada. O número de participantes desta competição variou entre um mínimo de 18 (1972, 1973 e 1981) e um máximo de 23 (1977). Em várias ocasiões, ele ajudou a estabelecer algumas das equipas que participariam da Copa Libertadores da América, embora o sistema de classificação teve variações ao longo dos anos. Os torneios metropolitanos foram unificados pela AFA como campeonatos argentinos.

## Lista de Campeões
| Ano  | Campeões           | Vice-campeão       | Terceiro Lugar/Semifinalistas |
| ---- | ------------------ | ------------------ | ----------------------------- |
| 1967 | Estudiantes (LP)   | Racing             | Independiente Platense        |
| 1968 | San Lorenzo        | Estudiantes        | River Plate Vélez Sársfield   |
| 1969 | Chacarita Juniors  | River Plate        | Boca Juniors Racing           |
| 1970 | Independiente      | River Plate        | San Lorenzo                   |
| 1971 | Independiente      | Vélez Sársfield    | Chacarita Juniors             |
| 1972 | San Lorenzo        | Racing             | Huracán                       |
| 1973 | Huracán            | Boca Juniors       | San Lorenzo                   |
| 1974 | Newell's Old Boys  | Rosario Central    | Boca Juniors Huracán          |
| 1975 | River Plate        | Huracán            | Boca Juniors                  |
| 1976 | Boca Juniors       | Huracán            | Estudiantes (LP)              |
| 1977 | River Plate        | Independiente      | Vélez Sársfield               |
| 1978 | Quilmes            | Boca Juniors       | Unión                         |
| 1979 | River Plate        | Vélez Sársfield    | Independiente Rosario Central |
| 1980 | River Plate        | Argentinos Juniors | Talleres (C)                  |
| 1981 | Boca Juniors       | Ferro Carril Oeste | Huracán                       |
| 1982 | Estudiantes (LP)   | Independiente      | Boca Juniors                  |
| 1983 | Independiente      | San Lorenzo        | Ferro Carril Oeste            |
| 1984 | Argentinos Juniors | Ferro Carril Oeste | Estudiantes (LP)              |

## Títulos por clube
| Clube              | Títulos | Vices |
| ------------------ | ------- | ----- |
| River Plate        | 4       | 2     |
| Independiente      | 3       | 2     |
| Boca Juniors       | 2       | 2     |
| Estudiantes (LP)   | 2       | 1     |
| San Lorenzo        | 2       | 1     |
| Huracán            | 1       | 2     |
| Argentinos Juniors | 1       | 1     |
| Chacarita Juniors  | 1       | 0     |
| Newell's Old Boys  | 1       | 0     |
| Quilmes            | 1       | 0     |
| Ferro Carril Oeste | 0       | 2     |
| Racing             | 0       | 2     |
| Vélez Sársfield    | 0       | 2     |
| Rosario Central    | 0       | 1     |